# 1958 Miles
1958 Miles è un album del trombettista jazz Miles Davis pubblicato dalla CBS/Sony giapponese nel 1974 e contenente le registrazioni effettuate nel maggio del 1958 dal suo sestetto, le prime con il pianista Bill Evans.

## Descrizione
1958 Miles contiene, riunite per la prima volta, tutte e quattro le tracce registrate da Davis il 26 maggio 1958 presso gli studi della Columbia Records della 30ª strada di New York con il suo nuovo sestetto. La formazione che, oltre al nuovo pianista Bill Evans, comprendeva anche John Coltrane, da poco rientrato nel gruppo, Julian Cannonball Adderley, Paul Chambers e il nuovo batterista Jimmy Cobb, rimase insieme per circa un anno, fino all'incisione del celebre album Kind of Blue l'anno successivo.
I primi tre brani del disco furono inizialmente inclusi dalla Columbia nella seconda facciata del 33 giri Jazz Track, album pubblicato nel 1959 e che conteneva la colonna sonora di Ascensore per il patibolo, film d'esordio del regista francese Louis Malle di cui Davis aveva composto e realizzato le musiche in una serie di famose sedute di registrazione effettuate a Parigi nel dicembre del 1957.
Il quarto brano, Love for Sale di Cole Porter, fu escluso da quel disco e comparve sporadicamente in altre compilation della Columbia, come per esempio in Black Giants (Columbia PG 33402), doppio LP del 1975 contenente anche musiche di altri artisti tra i quali Duke Ellington, e in Circle in the Round, raccolta di materiale inedito o raro di Davis pubblicata nel 1979.
La quinta traccia del disco giapponese, diversamente da quanto indicato nelle note di copertina, proviene dalle sedute di registrazione di 'Round About Midnight, il primo album di Miles Davis per la Columbia, e fu registrata il 26 ottobre del 1955 con il primo celebre quintetto comprendente il pianista Red Garland e il batterista Philly Joe Jones. In tutte le edizioni di 1958 Miles via via pubblicate è indicato erroneamente che Little Melonae fu registrata il 4 marzo 1958, durante le sessions di Milestones.
Nel 1991 tutti e quattro i brani del maggio 1958 furono inclusi nell'album della serie Columbia Jazz Masterpieces '58 Miles Featuring Stella by Starlight con l'aggiunta di tre tracce dal vivo incise dalla stessa formazione al Plaza Hotel di New York il 9 settembre del 1958. Questo album, a volte indicato con il titolo di '58 Sessions, viene spesso confuso con 1958 Miles, in virtù del fatto che i due dischi condividono la stessa scaletta e in particolare le quattro tracce del sestetto con Bill Evans.
Nel 2009 1958 Miles divenne parte della discografia ufficiale di Miles Davis per la Columbia quando fu pubblicato il cofanetto antologico The Complete Columbia Album Collection. Il CD incluso nel box set di 70 dischi ricalca la versione originale dell'album, compresa la copertina realizzata dall'artista giapponese Masuo Ikeda, ma al posto della controversa versione di Little Melonae, la Columbia inserì come traccia aggiuntiva una versione alternativa di Fran Dance proveniente dalle stesse sedute di registrazione del 26 maggio 1958.

## Tracce
Lato A
1. On Green Dolphin Street – 9:56 (Kaper, Washington)
2. Fran Dance – 5:54 (Davis)
3. Stella by Starlight – 4:50 (Young, Washington)

Lato B
1. Love for Sale – 11:47 (Porter)
2. Little Melonae – 7:21 (Jackie McLean)

Edizione su CD-Audio 2009
1. On Green Dolphin Street – 9:50 (Kaper, Washington)
2. Fran Dance – 5:50 (Davis)
3. Stella by Starlight – 4:47 (Young, Washington)
4. Love for Sale – 11:49 (Porter)
5. Fran Dance (take 1) – 5:52 (Davis)

## Formazione
- Miles Davis – tromba
- Julian "Cannonball" Adderley – sassofono contralto (assente in Stella by Starlight)
- John Coltrane – sassofono tenore
- Bill Evans – pianoforte
- Paul Chambers – contrabbasso
- Jimmy Cobb – batteria
- Little Melonae, Columbia Studio, New York, 26 ottobre 1955
  - Miles Davis – tromba
  - John Coltrane – sassofono tenore
  - Red Garland – pianoforte
  - Paul Chambers – contrabbasso
  - Philly Joe Jones – batteria